# Privado de Mende
Privado de Mende (Clermont-Ferrand, comienzos del siglo III - Mende, Losera, ca. 255 o 260) fue un eremita, supuesto obispo de Mende. Es venerado como santo por la Iglesia católica.

## Biografía
Es citado por Gregorio de Tours, que lo califica como "episcopus urbis Gabalitanae" ("obispo de la ciudad [el país] de Gavaldà") y Venancio Fortunato (Carmina, VIII, 3; 161-162: «Privatum Gabalus, Iulianum Avernus abundans, Ferreolum pariter pulchra Vienna gerit.»
Privado había sido enviado por San Austremonio a evangelizar el país del Gavaldà, y se estableció, probablemente, en Anderitum o Gabalum. Mende no era entonces una ciudad; Mende como sede de la diócesis tan solo está testimoniada a partir del siglo X; probablemente, a partir de la destrucción de Anderitum, la sede se trasladó a Mende, donde había sido martirizado y enterrado Privado. Según esto, habría sido el primer obispo de la región. No obstante, también se duda que realmente fuese obispo, ya que las noticias sobre la diócesis son posteriores.
De lo que no hay duda es que Privado fue un ermitaño reconocido, que se retiraba pronto para hacer plegaria y penitencia en una cueva del monte Mimat, cerca de Mimate, nombre antiguo de Mende. Cuando los alamanes, comandados por Crocus, invadieron la Galia, le encontraron e hicieron prisionero, pidiendo a los habitantes de Mende que diesen la ciudad a cambio de la vida del obispo. Privado se negó a que se hiciese el cambio y los alamanes lo golpearon y mutilaron hasta matarlo. 
Murió unos días después y fue enterrado en su lugar de martirio, donde después se edificó una iglesia que, a partir del siglo X se convertiría en basílica-catedral de la Madre de Dios y San Privado de Mende.

### Leyenda del martirio
Una leyenda popular dice que Privado fue encerrado en un tonel lleno de clavos con la punta hacia el interior, y lanzado desde la cueva donde vivía, encima de la montaña, hasta la ciudad. Las zarzas detuvieron finalmente el barril, donde luego se erigió la capilla.

## Veneración
Se conserva su cueva en Mende, que se convirtió en punto de peregrinación. Hacia 1315 se instaló una colegiata, Saint-Privat-La Roche, que desapareció definitivamente en 1793. En 1850 se erigió una capilla, donde se conserva una reliquia del santo.
La festividad del santo es el 21 de agosto, pero también se celebra el tercer domingo posterior a la Pascua (conmemoración del descubrimiento de las reliquias en 1170) y el tercer domingo de octubre (traslado de las reliquias).

### Reliquias
La leyenda dice que el cuerpo de Privado fue enterrado por San Elpidio de Gavaldà al pie del monte Mimat, donde se levantó una capilla, futura catedral de Mende. El rey Dagoberto I llevó las reliquias, con la de otros santos de la zona como Hilario del Gavaldá o Santa Enimia, a la basílica de Saint-Denis, cerca de París. De aquí pasaron, en 775, a Salone, en la diócesis de Metz, donde se dedicó una iglesia a San Privado. 
En el siglo X, las reliquias de Privado volvieron a Saint-Denis, aunque una tradición dice que un presbítero del Gavaldà las llevó nuevamente a Mende, donde se colocaron en la cripta de la futura catedral; par evitar el robo, se escondieron hacia el 1110, y se perdió el rastro hasta que fueron encontradas por el obispo Aldeberto III en 1170 y se instalaron en un relicario en la cripta, atrayendo a numerosos peregrinos durante la Baja Edad Media.
Las guerras de religión del siglo XVI acabaron con buena parte de las reliquias de Mende, conservándose una pequeña parte.